# Carl Gustav Jablonsky
Carl Gustav Jablonsky (1756 – 25. května 1787) byl německý přírodovědec, entomolog a ilustrátor. Byl také osobním tajemníkem pruské královny.

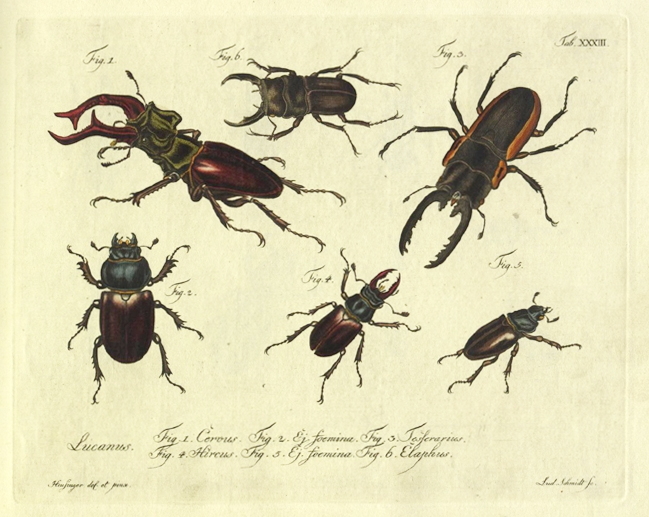
Ilustrace z Natursystem aller bekannten in- und ausländischen Insecten

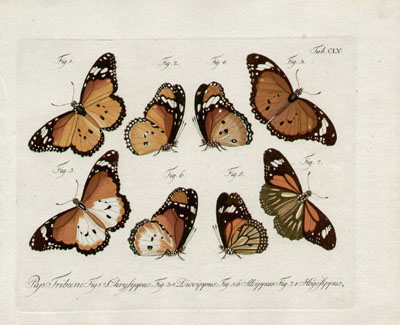
Ilustrace z Natursystem aller bekannten in- und ausländischen Insecten

Jablonského Natursystem byl jedním z pokusů o kompletní přehled řádu Coleoptera.
Zemřel poměrně mlád – ve věku 31 let. Většinu svého života prožil v Berlíně, kde i působil. Věnoval se s neúnavnou horlivostí především studiu přírodních věd, v němž dosáhl ve své době výjimečné výsledky. Jeho předčasnou smrt způsobilo dlouhodobé enormní duševní úsilí a pracovní přetížení.

## Dílo
- Carl Gustav Jablonsky, Johann Friedrich Wilhelm Herbst – Natursystem aller bekannten in- und ausländischen Insecten, als eine Fortzetsung der von Büffonschen Naturgeschichte. Nach dem System des Ritters Carl von Linné bearbeitet: Käfer